# 短吻鼻鱼
短吻鼻鱼（学名：Naso brevirostris），又名短喙鼻魚，为刺尾鱼科鼻鱼属的鱼类，俗名短鼻盾尾鱼。分布于红海、印度洋非洲东岸至太平洋中部夏威夷群岛、波利尼西亚、北至日本南部、台湾岛以及西沙群岛、南沙群岛、广东沿海等。1829年，法國動物學家喬治·居維葉(Georges Cuvier) 首次將本種命名為Naseus brevirostris，其模式產地並未給出，但被認為是印度尼西亞。

## 特徵
本魚體呈橢圓形而側扁；體呈均勻的褐色，體側在側線下方有許多紅褐色細橫紋，尾鰭大部分呈白色。亞成魚和成魚的眼睛前面有長長的、逐漸變細的骨突起，這些突起可能延伸過嘴，尾柄上有2枚骨質盾板，板中央有一突出頗高的銳脊。頭部有小黑點或網格線，突起上有斜黑線，鰓蓋膜是白色，嘴唇有淡藍色邊緣，背鰭硬棘6枚、背鰭軟條27至29枚、臀鰭硬棘2枚、臀鰭軟條27至30枚。體長可達70公分。

## 生態
本魚常成群在深度0至122公尺礁區水層中巡游，特別是在礁坡、礁外緣。幼魚以藻類為食，成魚則以浮游生物為食。繁殖期時會形成產卵聚集體，配對產卵。

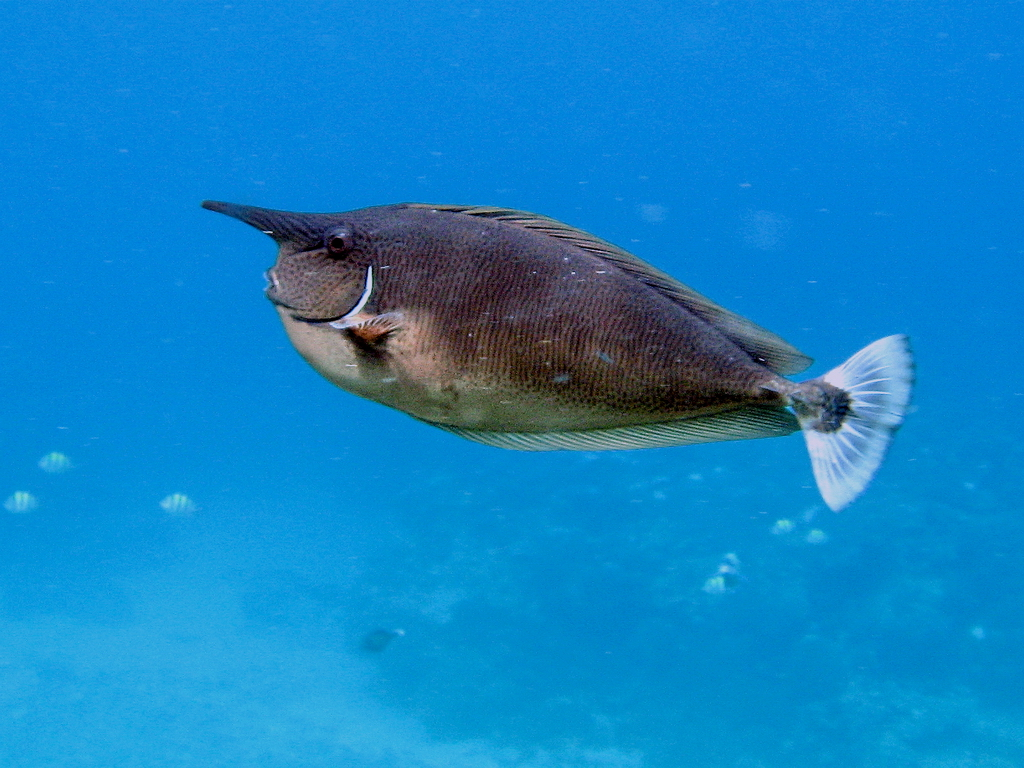
短吻鼻鱼容易在台灣綠島岩礁上發現

## 經濟利用
食用魚類，內臟及頭部可能有毒性累積，故避免食用此部位。亦可供觀賞。此魚去腥味之方法乃以尖刀將魚體側面次下一、二刀後將魚體彎曲以使血液流出，再將腹部內臟去除。尾柄棘會傷人，需注意。

## 扩展阅读
維基物種上的相關：短吻鼻鱼